# متیو وایلدر
متیو وایلدر (انگلیسی: Matthew Wilder؛ زادهٔ ۲۴ ژانویهٔ ۱۹۵۳) یک موسیقی‌دان اهل ایالات متحده آمریکا است. وی از سال ۱۹۷۲ میلادی تاکنون مشغول فعالیت بوده‌است.